# Deutsche Reichsbahn

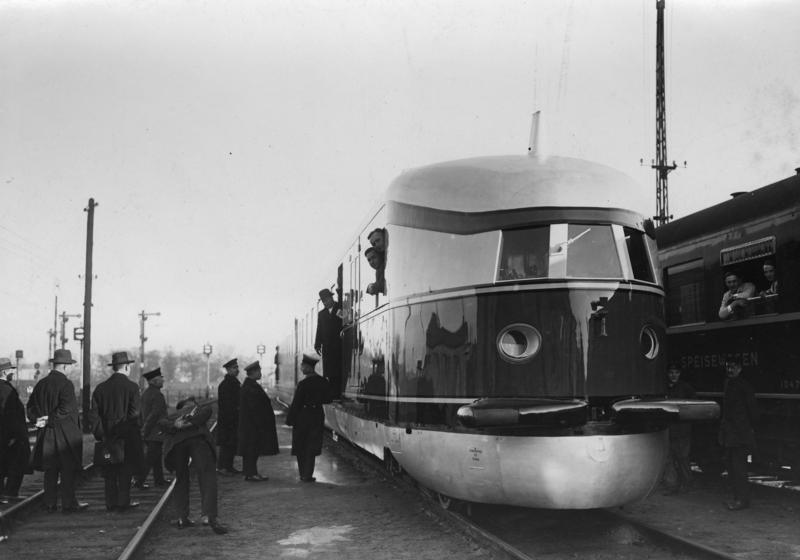
Flygande Hamburgaren vid första provkörningen 1933

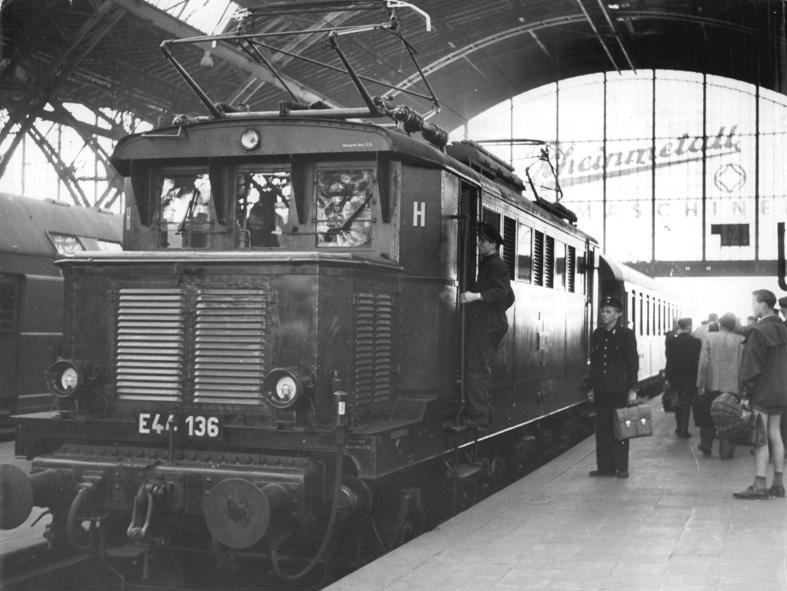
E 44 136 på Leipziger Hauptbahnhof 1958

Deutsche Reichsbahn (DR) var namnet på de tyska statsjärnvägarna från 1920 under  Weimarrepubliken till dess att två tyska stater upprättades i de allierades ockupationszoner 1949. I Västtyskland fick järnvägarna det nya namnet Deutsche Bundesbahn, men i Östtyskland fortsatte man bland annat på grund av rättighetsskäl att använda det gamla namnet och på så sätt fortsatte ett separat östtyskt Deutsche Reichsbahn att existera. Även den österrikiska järnvägen var en integrerad del av Deutsche Reichsbahn mellan 1938 och 1947.

## Deutsche Reichseisenbahnen
Efter första världskriget, år 1920, tog Weimarrepubliken i enlighet med den nya konstitutionen över förvaltningen av de tyska staternas olika järnvägsbolag, de så kallade  Länderbahnen. Den nya förvaltningen fick namnet Deutsche Reichseisenbahnen (Tyska Riksbanorna).
Följande delstatsbanor övertogs:
- Preußische Staatseisenbahnen
- Königlich Bayerische Staats-Eisenbahnen
- Königlich Sächsische Staatseisenbahnen
- Königlich Württembergische Staats-Eisenbahnen
- Großherzoglich Badische Staatseisenbahnen
- Großherzoglich Hessischen Staatseisenbahnen
- Großherzoglich Oldenburgischen Staatseisenbahnen
- Großherzoglich Mecklenburgische Friedrich-Franz-Eisenbahn

## Deutsche Reichsbahn-Gesellschaft (DRG)
Enligt Dawesplanen från 1924 skulle vinsten från järnvägsverksamheten användas för att betala av på Tysklands krigsskadestånd. För detta ändamål skapades det helstatliga företaget Deutsche Reichsbahn-Gesellschaft. Totalt betalades 3,67 miljarder Riksmark fram till 1931.
Inom DRG effektiviserades och standardiserades järnvägsdriften. Det material man övertagit från de olika delstatsbanorna var mycket heterogent. Baserat främst på preussisk teknik konstruerade enhetslokomotiv och man standardiserade och moderniserade vagnparken. Man experimenterade även med höghastighetståg, såsom Flygande Hamburgaren och strömlinjeformade lok, till exempel BR 05 som körde i över 200 km/h.

## Deutsche Reichsbahn (DRB)
Under 1937 blev verksamheten åter en statlig myndighet med namnet Deutsche Reichsbahn, och efter Anschluss 1938 då Österrike införlivas i Nazityskland blir även den österrikiska järnvägen en del av myndigheten. Före krigsutbrottet 1939 förfogade Deutsche Reichsbahn över 23 000 lokomotiv, 1 892 rälsbussar, 69 000 personvagnar och 605 000 godsvagnar. Under andra världskriget prioriterades järnvägen som en viktig del av infrastrukturen för krigföringen och produktionen. Man byggde bland annat stora mängder "krigslokomotiv" för att möta det ökande transportbehovet, till exempel BR 52 och BR 42, växelloket Köf II och elektrolok E 44 och E 94. När Tyskland ockuperade andra länder tog man över respektive lands järnvägar. Som ett resultat hade de flesta ockuperade länderna stora mängder tyskt järnvägsmateriel efter kriget. De flesta kvarvarande privata järnvägsföretagen i Tyskland togs också över av staten under kriget.
I Böhmen-Mähren tog man kontroll över den tidigare tjeckiska järnvägen och verksamheten bedrevs i ett separat bolag, och i många andra delar i det av Nazityskland ockuperade Europa hade Reichsbahn utan att strikt mening utöva ägande, ändå kontrollen över fasta anläggningar och ansvaret för att upprätthålla järnvägsförbindelser för den tyska krigsmakten.

## Efterföljare till Deutsche Reichsbahn
Efter kriget, 1945, skapades nya gränser och de olika ockupationsmakterna tog över förvaltningen av järnvägen i sin respektive ockupationszon. 1946 slogs de amerikanska och brittiska zonerna ihop och dess järnvägsförvaltning kom att bli grunden till Deutsche Bundesbahn, som bildades efter att Förbundsrepubliken Tyskland utropades som stat 1949.
I den sovjetiska ockupationszonen valde man behålla namnet Deutsche Reichsbahn av rättighetsskäl. I Potsdamöverenskommelsen fastslogs att rättigheterna att driva trafik i Berlin enbart gällde Deutsche Reichsbahn. Vid Potsdamkonferensen hade de allierade inte någon avsikt att Tyskland skulle delas utan tvärtom hållas samman, så beteckningen avsåg egentligen det sammanhållna nationella bolaget så som det existerat före ockupationen. Två tyska stater hade upprättats men Berlin fortsatte vara ockuperat och indelat i sektorer för de fyra ockupationsmakterna. Den sovjetiska sektorn av Berlin blev Östtysklands huvudstad, men militär personal från de västliga allierade hade fortsatt tillträde enligt överenskommelsen. Samtidigt kunde det östtyska järnvägsbolaget genom att använda samma namn som nämndes i överenskommelsen hävda rätten att trafikera även Västberlin, där man exempelvis hade hand om pendeltåg fram till 1984.
Järnvägarna i Österrike fick egen organisation 1947 och återtog det namn som använts före 1938, Österreichische Bundesbahnen, men nu med förkortningen ÖBB, mot tidigare BBÖ.
Efter de tyska staternas återförening slogs även järnvägsverksamheterna ihop till ett bolag under namnet Deutsche Bahn, 1994.